# Scout24 SE
Scout24 mit Sitz in München ist ein börsennotiertes Digitalunternehmen und betreibt den Online-Marktplatz ImmoScout24. Die Multiplattform von ImmoScout24 hat im Jahr 2021 in Deutschland monatlich 19,1 Millionen Besucher auf der Website oder in der App.
Die Aktie des Unternehmens ist seit dem 18. Juni 2018 im MDAX gelistet.

## Geschichte
Scout24 wurde 1998 von dem Internetunternehmer Joachim Schoss mit der Finanzierung u. a. des Unternehmers Otto Beisheim gegründet.
Im Jahr 2004 erwarb die damalige Tochter der Deutschen Telekom, T-Online, die Scout24 von der Beisheim Holding. Durch die Verschmelzung der T-Online International mit der Deutschen Telekom war Scout24 ab Juni 2006 eine unmittelbare Tochtergesellschaft der Deutschen Telekom.
2011 verkaufte die Telekom die Jobbörse der Scout24-Gruppe, JobScout24, an CareerBuilder.
Mitte 2013 kündigte die Deutsche Telekom den Verkauf der Scout24-Gruppe an. Potenzielle Kaufinteressenten waren die Investmentgesellschaften EQT, Silver Lake sowie Hellman & Friedman. Am 21. November 2013 meldete die Telekom, dass sie 70 Prozent ihrer Anteile an Scout24 für 1,5 Milliarden Euro an Hellman & Friedman verkauft hat. Fortan hielt die Telekom nur noch 30 % der Anteile.
Am 7. September 2015 kündigte Scout24 ihren Börsengang an der Frankfurter Wertpapierbörse an. Insgesamt sollen etwa 29,5 Millionen Aktien zu einem Angebotsvolumen von 899 Millionen Euro platziert werden. Nach dem Börsengang werden Hellman & Friedman 49 % und die Deutsche Telekom 14 % der Aktien halten. Der restliche Anteil soll sich im Streubesitz befinden. Der erste Handelstag an der Frankfurter Wertpapierbörse war der 1. Oktober 2015.
Im September 2016 verkaufte Hellman & Friedman seine gesamten Anteile an Scout24.
Im Juni 2018 stieg die Scout24-Aktie in den MDAX der Deutschen Börse auf. Im Juli 2018 wurde das Portal Finanzcheck.de übernommen.

Logo bis 2019

Am 15. Februar 2019 akzeptierte die Scout Gruppe ein Übernahmeangebot für rund 5,7 Milliarden Euro von der Firma Pulver BidCo GmbH, hinter derselben die Finanzinvestoren Blackstone Group und Hellmann & Friedmann stehen. Die Übernahme scheiterte, als bis zum 14. Mai 2019 nur 42,8 % der Aktionäre ihre Zustimmung zu der Übernahme gaben, die Mindestzustimmungsquote von 50 % sonach nicht erreicht wurde.
Weiterhin ist der Finanzinvestor Blackrock an Scout24 beteiligt.
Im Dezember 2019 wurde bekannt, dass Hellmann & Friedman im ersten Halbjahr 2020 die Marktplätze AutoScout24, FinanceScout24 und Finanzcheck für 2,9 Milliarden Euro von Scout24 übernimmt.
Anfang April 2022 berichtete Bloomberg News über eine von drei Private-Equity-Häusern (Hellman & Friedman, EQT, Permira und Cinven und CVC) geplante Übernahme der Scout Gruppe. Es wurde jedoch letztlich kein Angebot abgegeben.
2023 übernahm die Muttergesellschaft Scout24 SE den auf Immobilien-Bewertungen spezialisierten Anbieter Sprengnetter, dessen Leistungen teilweise im ImmoScout24-Angebot integriert sind.

## Unternehmensführung

### Vorstand
(Quelle: )
- Ralf Weitz, CEO
- Dirk Schmelzer, CFO
- Gesa Crockford, CCO (Chief Commercial Officer)

### Aufsichtsrat
(Quelle: )
- Hans-Holger Albrecht (Vorsitzender), Mitglied des Verwaltungsrats Deezer S.A.
- Elke Frank, Leitung des Kuratoriums des Fraunhofer-Instituts für Arbeitswirtschaft und Organisation
- Frank H. Lutz (stv. Vorsitzender), Vorstandsvorsitzender der CRX Markets AG
- Maya Miteva, Vorsitzende des Vorstandes der Deutsche Real Estate AG
- Sohaila Ouffata, Geschäftsführerin BMW i Ventures GmbH & Director of Platform
- André Schwämmlein, CEO  FlixMobility GmbH

## Marktplätze der Scout24
Scout24 ist Betreiber des Marktplatzes ImmoScout24.

### ImmoScout24
ImmoScout24 (bis Mitte 2020 ImmobilienScout24,) ist ein Online-Portal für Immobilienanbieter, Eigentümer sowie Mieter und Käufer. Die Plattform oder die App verzeichnet rund 20 Millionen Besucher pro Monat. Ende 2019 waren 425.000 Immobilienanzeigen auf ImmoScout24 inseriert.
Im Jahr 1998 wurde ImmoScout24 (bis Mitte 2020 ImmobilienScout24) als erster bundesweiter Online-Marktplatz für Immobilien unter dem Namen EIB – Elektronische Immobilienbörse (EIB) von Arndt Kwiatkowski, Christian Mangstl und Joachim Schoss gegründet.  Nachdem das Portal für Geschäftskunden mit 12 Mitarbeitern gestartet war, konnten ab 2000 auch Privatpersonen inserieren. Seit 2008 umfasst das Angebot auch Gewerbeimmobilien.
Im Dezember 2011 verschafften sich Hacker Zugriff auf Server von ImmobilienScout24 und damit auf Adress- und Kontaktdaten, Kundennummern und Namen sowohl von gewerblichen als auch privaten Anbietern.
Im Jahr 2020 wurden die bis dahin verwendeten Marken-Farben Blau und Orange im Zuge eines Re-Designs durch Türkis ersetzt. Im gleichen Jahr verlagerte das Unternehmen seinen Hauptsitz innerhalb Berlins von einem Bürogebäude am Ostbahnhof in Friedrichshain in das Edge Grand Central Berlin neben dem Berliner Hauptbahnhof nach Mitte.

## Weitere Marktplätze, die wieder eingestellt oder verkauft wurden

### AutoScout24
AutoScout24 ist ein europäisches Autoportal. Im Dezember 2019 wurde AutoScout 24 gemeinsam mit FinanceScout24 und Finanzcheck.de für 2,9 Milliarden Euro von der amerikanischen Private-Equity-Gesellschaft Hellman & Friedman übernommen.

### FinanceScout24
FinanceScout24 betreibt ein Finanzportal im Internet und bietet seinen Nutzern den Vergleich und den Online-Abschluss von Versicherungen, Produkten zur Altersvorsorge, Baufinanzierungen, Ratenkrediten, Geldanlageprodukten sowie Strom-, Gas- und Telekommunikationstarifen. Im Dezember 2019 wurde FinanceScout24 gemeinsam mit AutoScout24 und Finanzcheck.de für 2,9 Milliarden Euro von der amerikanischen Private-Equity-Gesellschaft Hellman & Friedman übernommen.

### ElectronicScout24
ElectronicScout24 entstand im Oktober 2005 und war eine Preissuchmaschine für Unterhaltungselektronik, Telekommunikation, Computer und Haushaltsgeräte. Sie wurde im Dezember 2012 wieder eingestellt.

### JobScout24
JobScout24 ist eine Online-Stellenbörse. 2015 besuchten 2,1 Millionen Nutzer monatlich die Seite, auf der ihnen über 250.000 Stellenangebote zur Verfügung stehen. Das Portal wurde am 13. September 2011 an CareerBuilder verkauft. Die in den persönlichen Profilen hinterlegten Daten der registrierten Nutzer wurden dabei auch auf Server in den USA übertragen, die allerdings den Safe-Harbor-Richtlinien entsprechen sollen.

### Local24
Local24 war ein Portal für kostenlose Kleinanzeigen im Internet. Es umfasste etwa 200.000 Kleinanzeigen aus allen Bereichen, darunter Kraftfahrzeuge, Tiere, Stellenangebote und andere. Für regionale Suchen wurden über einen Crawler entsprechende Anzeigen ermittelt und angezeigt. Das Portal verfügte über 400 Suchkategorien. Local24 wurde 2018 offline genommen.

### LoveScout24
LoveScout24 ist eine Partnervermittlung. Sie hat nach eigenen Angaben mehr als 10 Millionen Mitgliederprofile in ganz Europa. Der Service wird in Europa neben Deutschland auch in Italien, Spanien, Österreich, der Schweiz und den Niederlanden angeboten. Gesucht werden Lebens-, Reise- und Freizeitpartner. Hervorgegangen ist FriendScout24 aus der privat initiierten Partnerbörse peopleunited.de (betrieben von der 1996 gegründeten und 2001 aufgelösten People United GmbH).
Nachdem die Scout24-Holding Ende 2013 mehrheitlich von der Private-Equity-Gesellschaft Hellman & Friedman übernommen worden war, stand Friendscout24 seitdem zum Verkauf. Die US-Dating-Firma Match.com, in Deutschland – über die Meetic Group – mit Neu.de auf dem Singlebörsen-Markt vertreten, übernahm FriendScout 2014 für einen einstelligen Millionenbetrag. Seit Juli 2016 heißt die Plattform LoveScout24.

### MotoScout24
MotoScout24 – Spezialmarkt für den Handel mit Motorrädern im Internet – war ein Service der AutoScout24 GmbH. Bei MotoScout24 wurden über 36.000 Motorräder zum Kauf angeboten.

### TravelScout24
Dieses Tochterunternehmen wird mittlerweile von einem externen Betreiber geführt, der Triplemind GmbH aus Offenbach. TravelScout24 tritt weiterhin unter dem Scout24-Logo auf und ist in die Scout24-Landschaft eingebunden.

### TruckScout24
TruckScout24 wurde Anfang 2019 von der Machineseeker Group übernommen. In der Datenbank von TruckScout24 finden sich über 100.000 Nutzfahrzeuge. Der Service wird neben Deutschland auch in den Niederlanden, Belgien, Spanien, Italien, Österreich, Frankreich, Russland, Polen, Tschechien und Ungarn betrieben.

## Konflikte mit anderen Domaininhabern
Die Scout24 International Management AG mit Sitz in der Schweiz mahnte zahlreiche Inhaber von Domains mit „Scout“ im Namen ab und behauptete, dass der alleinige Begriff „Scout“ ohne den Zusatz „24“ markenrechtlich geschützt sei. „Scout“ ist jedoch nicht als Marke registriert, und die Weltorganisation für geistiges Eigentum (WIPO) lehnte Ende 2012 ein gegen Inhaber ähnlicher Domains gerichtetes Gesuch der Scout24 International Management AG ab.